# Unió Europea de Radiodifusió
La Unió Europea de Radiodifusió (UER), European Broadcasting Union (EBU) (anglès), Union Européenne de Ràdio-Télévision (francès) és una organització internacional de radiodifusors de servei públic. La Unió Europea de Radiodifusió no té cap relació amb la Unió Europea. La seva seu es troba a Ginebra (Suïssa) i opera sota les lleis d'aquest país. Entre les seves funcions, la UER organitza intercanvis de programes, estimula i coordina les coproduccions, negocia els drets de difusió de retransmissions, participa en el desenvolupament de noves tecnologies i presta nombrosos serveis complementaris. Gestiona dues xarxes globals de comunicació: Euroràdio (ràdio) i Eurovisió (televisió).
Va ser fundada el 12 de febrer de 1950 per 23 radiodifusores d'Europa Occidental i la conca del Mediterrani. En l'actualitat compta amb 73 membres actius de 56 països d'Europa, conca mediterrània i Àsia Occidental, així com 45 membres associats de 25 països a la resta del món. Col·labora estretament amb organitzacions internacionals similars, com ara la Unió de Radiodifusió d'Àsia-Pacífic (ABU) o l'Organización de Telecomunicaciones de Iberoamérica (OTI).
La Unió Europea de Radiodifusió (UER) està formada per organitzacions de radiodifusió (ràdio, televisió i multimèdia), tant entitats públiques com a mitjans privats amb obligacions de servei públic. Els seus membres actius estan dins de l'Àrea de Radiodifusió Europea (que abasta a Europa, la conca de la Mediterrània i Àsia Occidental), o són membres del Consell d'Europa. mentre que els membres associats es troben fora d'ella. Per ser un membre actiu cal a més complir unes condicions i estar al corrent de pagament.
La UER va ser fundada el 12 de febrer de 1950 a una reunió celebrada a Torquay, Devon (Regne Unit). A ella van assistir 23 organitzacions de radiodifusió que procedien d'Europa Occidental, Iugoslàvia, Turquia i els estats africans d'Egipte, el Líban i Tunísia. La nova associació pretenia millorar el servei de ràdio i televisió mitjançant la col·laboració, l'assistència tècnica, l'intercanvi de continguts i la defensa conjunta dels seus interessos. La seva contrapart va ser l'Organització Internacional de Ràdio i Televisió, vigent a Europa de l'Est i que va existir des de 1946 fins a 1993, quan va ser absorbida per la UER.

Resumeix la seva tasca de la següent manera:
Creiem que els mitjans de comunicació de servei públic són la pedra angular de la societat democràtica, i nosaltres som la seva veu representativa. Oferim als mitjans uns serveis de primera categoria i un centre per a l'aprenentatge i l'intercanvi del coneixement. Operem les xarxes Eurovisió, el primer distribuïdor i productor de continguts de qualitat en el sector, i Euroradio, la major xarxa d'intercanvi de notícies i música del món.
Les retransmissions de la UER comencen i acaben amb una sintonia, la introducció instrumental del «Te Deum» de Marc-Antoine Charpentier.

## Funcions
L'objectiu de la UER és contribuir a la radiodifusió en els següents apartats:
1. Promoure i desenvolupar mitjans de comunicació de servei públic i els seus valors: universalitat, independència, excel·lència, diversitat, responsabilitat social i innovació.
2. Salvaguardar i millorar la llibertat d'expressió i informació, base de les societats democràtiques.
3. Potenciar la informació plural i la formació lliure d'opinions.
4. Desenvolupar les últimes tecnologies de comunicació i informació perquè tota la població tingui accés a aquests mitjans.
5. Garantir la diversitat cultural per promoure valors de tolerància i solidaritat.
6. Protegir l'herència cultural d'Europa i el desenvolupament de les seves creacions audiovisuals.
7. Reforçar la identitat dels pobles, la cohesió social i la integració de tots els individus, grups i comunitats.
8. El compliment del servei públic en informació, educació, cultura i entreteniment a través d'una programació variada i de qualitat.

Per a això, els membres de la UER poden accedir a serveis com intercanvis de continguts i programes (inclou notícies, esports, música, producció pròpia, retransmissions i streaming), drets de difusió, programació pròpia, instal·lacions i serveis de producció, i una àmplia xarxa de distribució de continguts en ràdio, televisió i internet.
La cooperació tècnica és una de les activitats més importants. A través del departament de Tecnologia i Innovació, l'organització participa en la recerca i desenvolupament de nous mitjans de difusió, contribuint a l'impuls de les noves tècniques de radiodifusió, com ara el sistema de dades de ràdio (RDS), la televisió digital (DVB) i l'alta definició (HDTV i UHDTV). Existeixen grups de col·laboració entre membres per assessorar i implementar els estàndards tecnològics a cada país.
El centre d'aprenentatge de la UER inclou també programes de formació, grups de treball i conferències. Des 2012 lliura el premi Rose d'Or, creat el 1961 per reconèixer els millors formats de l'any en ràdio, televisió i multimèdia.
D'altra banda, proporciona als seus associats serveis de representació, lobby, ajuda tècnica, legal i jurídica. L'organització defensa els seus interessos en fòrums internacionals i professionals amb una única veu i postura conjunta.

### Ràdio
La xarxa «Euroràdio», que agrupa tots els mitjans radiofònics, s'encarrega de l'intercanvi de música, notícies, retransmissions esportives, programes educatius i coproduccions com Euroclassic Notturno. Cada any ofereix més de 2.500 concerts de música clàssica i òperes, i coordina la transmissió de més de 2.000 esdeveniments esportius. La seva activitat no es limita a l'àudio: també facilita vídeos de concerts i òperes a través d ' «Euroradio 2SEE».
En total hi participen més de 70 empreses de ràdio per a un públic potencial que supera els 500 milions d'oients.
Dins Euroradio es troba «Eurosonic», un servei adreçat als joves i especialitzat en música contemporània. A través d'aquesta xarxa s'ofereix el senyal i enregistraments de concerts, sessions i esdeveniments com el Festival de Jazz de Montreux, Iceland Airwaves, el Festival Internacional de Benicàssim i el Sónar. Des de 1999 col·labora al Festival Eurosonic de Groningen (Països Baixos) i en l'European Border Breaker Awards per a la promoció d'artistes emergents europeus.

### Televisió
La xarxa «Eurovisió», que agrupa totes les televisions, s'encarrega de l'intercanvi de notícies i programes, senyals en directe, esdeveniments esportius i tota classe de continguts relacionats amb la televisió, el que la converteix en una de les majors xarxes del món. Tots els membres cooperen en la producció d'espais en diferents gèneres.
En el cas de les notícies, la xarxa d'intercanvi subministra 50.000 peces informatives i esportives i més de 2.500 hores de senyal en directe cada any, amb especial atenció a l'Àrea de Radiodifusió Europea.
«Eurovision Sports» és la delegació encarregada de les retransmissions esportives, i el major proveïdor d'aquest tipus a nivell mundial. A través de la seva pàgina web i d'aplicacions mòbils, facilita senyal en streaming 'per a l'Àrea de Radiodifusió Europea de diferents esdeveniments. Des de 1960 fins 2012 va ser titular dels drets dels Jocs Olímpics a Europa.
Una de les facetes més importants és la retransmissió d'esdeveniments en directe per als seus membres, i que va començar el 1953 amb la coronació d'Isabel II. El més popular és el Festival de la Cançó d'Eurovisió (Eurovision Song Contest), un concurs musical organitzat per la mateixa UER des de 1956. També tenen fama el Concert d'Any Nou de Viena (ORF) i l'antic programa Jocs sense fronteres. En 2014 va retransmetre el debat electoral entre els candidats a presidir la Comissió Europea.

## Membres

Mapa del món amb els membres actius (blau marí) i membres associats (blau) de la Unió Europea de Radiodifusió.

La UER té tres categories de membres: actius, associats i participants autoritzats. Els primers abonen una taxa anual (en francs suïssos), l'import de la qual és fixat per l'Assemblea General segons les seves possibilitats. Els associats i participants autoritzats paguen una subscripció.
Els membres actius són els més importants de la UER, ja que tenen accés a les xarxes d'Euroràdio i Eurovisió. Tots ells formen part de l'Àrea de Radiodifusió Europea, que inclou no només Europa, sinó també la conca del Mediterrani (nord d'Àfrica) i Àsia Occidental. La gran majoria són companyies de radiodifusió pública i van entrar abans de la dècada de 1990. Amb el sorgiment de ràdios i televisions privades, es van endurir les normes d'entrada; des de llavors es parla de «mitjans de comunicació de servei públic».
Per ser membre actiu, l'Estat on s'estableix l'empresa ha de ser membre de la Unió Internacional de Telecomunicacions (ITU), tenir ple reconeixement de la comunitat internacional i formar part de l'Àrea de Radiodifusió Europea. Si no està dins d'aquesta àrea, s'exigeix que el país estigui en el Consell d'Europa.
A més, estan obligades a complir les següents normes:
1. Oferir programació variada i equilibrada, dirigida a tots els sectors de la població. Les minories tindran espais sense importar l'audiència.
2. Assumir el cost de la producció (o encàrrec de producció) amb els seus diners, i supervisada sota la seva línia editorial, d'una proporció substancial de la programació.
3. Garantir que tota la població disposi de cobertura nacional (almenys el 97% del territori) per rebre el seu senyal de ràdio i / o televisió.
4. No han d'estar relacionades o tenir acords amb la competència de la UER en drets de retransmissió esportius a nivell europeu.
5. Complir les obligacions estipulades a l'article 3.7 dels Estatuts de la UER (contribució activa, solidaritat, defensa conjunta i enviament de documentació).

La gran majoria dels membres són radiodifusores públiques. D'altres, com Channel 4 (Regne Unit) o TV 2 (Noruega), són grups comercials amb obligacions de servei públic.

Mapa històric de membres de la UER per any d'ingrés.

### Membres actius de la Unió Europea de Radiodifusió
| País                 | Organisme                                                                                               | Sigles          | Any             |
| -------------------- | --- | --------------- | --------------- |
| Albània              | Radio Televizioni Shqiptar                                                                              | RTSH            | 1999            |
| Alemanya             | Arbeitsgemeinschaft Rundfunkanstalten der Bundesrepublik Deutschland                                    | ARD             | 1952            |
| Alemanya             | Zweites Deutsches Fernsehen                                                                             | ZDF             | 1963            |
| Algèria              | Entreprise nationale de télévision                                                                      | ENTV            | 1969            |
| Algèria              | Entreprise nationale de Radiodiffusion sonore                                                           | ENRS            | 1969            |
| Algèria              | Télédiffusion d'Algérie                                                                                 |                 | 1969            |
| Andorra              | Ràdio i Televisió d'Andorra                                                                             | RTVA            | 2003            |
| Armènia              | Companyia de Ràdio i Televisió Pública d'Armènia                                                        | AM/PTV          | 2005            |
| Àustria              | Österreichischer Rundfunk                                                                               | ORF             | 1953            |
| Azerbaidjan          | İctimai Televiziya və Radio Yayımları Şirkəti                                                           | ICTIMAI         | 2007            |
| Bèlgica              | Vlaamse Radio- en Televisieomroep                                                                       | VRT             | 1950            |
| Bèlgica              | Radio-Télévision belge de la Communauté française                                                       | RTBF            | 1950            |
| Belarús              | Belaruskaja Tele-Radio Campanija                                                                        | BTRC            | 1993            |
| Bòsnia i Hercegovina | Radio-Televizija Bosne i Hercegovine                                                                    | BHTV            | 1993            |
| Bulgària             | Bălgarsko Nationalno Radio, Bălgarska Nationalna Televizija                                             | BNT             | 1993            |
| Croàcia              | Hrvatska Radiotelevizija                                                                                | HRT             | 1993            |
| Dinamarca            | Danmarks Radio                                                                                          | DR              | 1950            |
| Dinamarca            | TV2/Danmark                                                                                             | DK/TV2          | 1990            |
| Egipte               | Egyptian Radio and Television Union                                                                     | ERTU            | 1950-1957, 1984 |
| Eslovàquia           | Slovenská televízia a rozhlas                                                                           | STVR            | 2024            |
| Eslovènia            | Radiotelevizija Slovenija                                                                               | RTVSLO          | 1993            |
| Espanya              | Radiotelevisión Española                                                                                | RTVE            | 1955            |
| Espanya              | Sociedad Española de Radiodifusión                                                                      | SER             | 1982            |
| Espanya              | Radio Popular SA COPE                                                                                   | COPE            | 1998            |
| Estònia              | Eesti Rahvusringhääling                                                                                 | ERR             | 1993            |
| Finlàndia            | MTV Oy                                                                                                  | FI/MTV          | 1993            |
| Finlàndia            | Yleisradio                                                                                              | YLE             | 1950            |
| França               | Groupement des Radiodiffuseurs français                                                                 | ORTF            | 1950-1975       |
| França               | France Télévisions                                                                                      | France TV       | 1950            |
| França               | Europe 1                                                                                                | E1              | 1978            |
| Geòrgia              | Georgian Public Broadcasting                                                                            | GPB             | 2005            |
| Grècia               | El·linikí Radiofonia Tileórasi                                                                          | ERT             | 1950            |
| Hongria              | Médiaszolgáltatás-támogató és Vagyonkezelő Alap                                                         | MTVA            | 1993            |
| Irlanda              | Radio Telefís Éireann                                                                                   | RTÉ             | 1950            |
| Irlanda              | Teilifís na Gaeilge                                                                                     | TG4             | 2007            |
| Islàndia             | Ríkisútvarpið                                                                                           | RÚV             | 1956            |
| Israel               | Corporació de Radiodifusió Israeliana                                                                   | IPBC            | 2017            |
| Itàlia               | RAI-Radiotelevisione Italiana                                                                           | RAI             | 1950            |
| Jordània             | Jordan Radio and Television Corporation                                                                 | JRTV            | 1969            |
| Letònia              | Latvijas Sabiedriskais medijs                                                                           | LSM             | 1993            |
| Líban                | Télé Liban                                                                                              | TL              | 1950            |
| Líbia                | Libya Jamahiriya Broadcasting                                                                           | LJB             | 1974            |
| Lituània             | Lietuvos nacionalinis radijas ir televizija                                                             | LRT             | 1993            |
| Luxemburg            | CLT Multi Media                                                                                         | CLT             | 1950            |
| Luxemburg            | Etablissement de Radiodiffusion Socioculturelle                                                         | ERSL            | 1996            |
| Macedònia del Nord   | Makedonska Radio Televizija                                                                             | MKRTV           | 1993            |
| Malta                | Public Broadcasting Services                                                                            | MT/PBS          | 1969            |
| Marroc               | Société nationale de radiodiffusion et de télévision                                                    | SNRT            | 1950-1961, 1968 |
| Moldàvia             | Teleradio Moldova                                                                                       | TRM             | 1993            |
| Mònaco               | Groupement de Radiodiffusion Monégasque: - RMC - Télé Monte-Carlo - Monte-Carlo Radiodiffusion          |                 | 1950            |
| Montenegro           | Radio i Televizija Crne Gore                                                                            | RTCG            | 2001            |
| Noruega              | Norsk Rikskringkasting                                                                                  | NRK             | 1950            |
| Noruega              | TV2 | NO/TV2          | 1992            |
| Països Baixos        | Nederlandse Publieke Omroep                                                                             | NPO             | 1950            |
| Polònia              | Polskie Radio                                                                                           | PR              | 1993            |
| Polònia              | Telewizja Polska                                                                                        | TVP             | 1993            |
| Portugal             | Rádio e Televisão de Portugal                                                                           | RTP             | 1950            |
| Regne Unit           | British Broadcasting Corporation                                                                        | BBC             | 1950            |
| Regne Unit           | United Kingdom Independent Broadcasting: ITV, Channel 4, S4C, Five                                      | UKIB            | 1959            |
| Romania              | Societatea Română de Radiodifuziune                                                                     | ROR             | 1993            |
| Romania              | Televiziunea Română                                                                                     | TVR             | 1993            |
| Rússia               | Channel One Russia                                                                                      | C1              | 1993-2022       |
| Rússia               | Radio Dom Ostankino                                                                                     | RDO             | 1993-2022       |
| Rússia               | Rossijskoe Teleradio                                                                                    | RTR             | 1993-2022       |
| San Marino           | San Marino RTV                                                                                          | SMRTV           | 1995            |
| Sèrbia               | Radio-Televizija Srbije                                                                                 | RTS             | 2001            |
| Suècia               | Sveriges Television och Radio Grupp: - Sveriges Television - Sveriges Radio - Sveriges Utbildningsradio | SVT             | 1950            |
| Suècia               | TV4 | TV4             | 2004            |
| Suïssa               | SRG SSR                                                                                                 | SRG SSR         | 1950            |
| Tunísia              | Etablissement de la Radiodiffusion-Télévision Tunisienne                                                | RTTT            | 1950            |
| Turquia              | Türkiye Radyo Televizyon Kurumu                                                                         | TRT             | 1950            |
| Txèquia              | Český rozhlas                                                                                           | ČR              | 1993            |
| Txèquia              | Česká televize                                                                                          | ČT              | 1993            |
| Ucraïna              | Natsionalna Suspilna Teleradiokompaniya Ukrayiny                                                        | UA:PBC Suspilne | 1993            |
| Ciutat del Vaticà    | Ràdio Vaticana                                                                                          | RV              | 1950            |
| Xipre                | Cyprus Broadcasting Corporation                                                                         | RIK/CyBC        | 1968            |

### Membres associats a la UER
Els membres associats a la UER són aquells organismes audiovisuals de caràcter nacional que tenen la seva activitat en països fora de la zona d'influència europea. Aquests no tenen accés a la xarxa eurovisiva ni a les seves activitats i han de renovar el seu lloc cada cinc anys.
| País          | Organisme                                                                | Sigles   |
| ------------- | ------------------------------------------------------------------------ | -------- |
| Austràlia     | Australian Broadcasting Corporation                                      | ABC      |
| Austràlia     | Special Broadcasting Service                                             | SBSC     |
| Austràlia     | Australian Fine Music Network                                            | AFNM     |
| Austràlia     | Free TV Australia                                                        | Free     |
| Bangladesh    | National Broadcasting Authority of Bangladesh                            | NBAB     |
| Canadà        | Canadian Broadcasting Corporation                                        | CBC/SRC  |
| Xile          | Corporación de Televisión de la Pontificía Universidad Católica de Chile | UCTV     |
| Corea del Sud | Korean Broadcasting System                                               | KBS      |
| Corea del Sud | Munhwa Broadcasting Corporation                                          | MBC      |
| Cuba          | Instituto Cubano de Radio y Televisión                                   | ICRT     |
| Estats Units  | American Broadcasting Company                                            | ABC      |
| Estats Units  | Columbia Broadcasting System                                             | CBS      |
| Estats Units  | National Broadcasting Company                                            | NBC      |
| Estats Units  | National Public Radio                                                    | NPR      |
| Estats Units  | American Public Media                                                    | APM      |
| Estats Units  | WFMT Radio Network                                                       | WFMT     |
| Gàmbia        | Gambia Radio and Television Services                                     | GRTS     |
| Geòrgia       | Teleimedi                                                                | TEME     |
| Geòrgia       | Rustavi 2                                                                | RB       |
| Groenlàndia   | Kalaalit Nunaata Radioa                                                  | KNR      |
| Hong Kong     | Radio Television Hong Kong                                               | RTHK     |
| Índia         | All India Radio                                                          | AIR      |
| Iran          | Islamic Republic of Iran Broadcasting                                    | IRIB     |
| Japó          | Nippon Hoso Kyokai                                                       | NHK      |
| Japó          | TV Asahi Corporation                                                     | ANB      |
| Japó          | Fuji Television Network Inc                                              | FTN      |
| Japó          | National Association of Commercial Broadcasters in Japan                 | NACB     |
| Japó          | Tokyo Broadcasting System Inc.                                           | TBS      |
| Japó          | Tokyo FM Broadcasting Co. Ltd.                                           | TFM      |
| Malàisia      | Radio Television Malaysia                                                | RTM      |
| Illes Maurici | Mauritius Broadcasting Corporation                                       | MBC      |
| Mauritània    | Télévision de Mauritanie                                                 | MR/TVM   |
| Nepal         | Nepal Television Corporation                                             | NTVC     |
| Nova Zelanda  | Radio New Zealand                                                        | RNZ      |
| Nova Zelanda  | Television New Zealand                                                   | TVNZ     |
| Oman          | Oman Directorate General of Radio and Television                         | ODGRT    |
| Pakistan      | Pakistan Television Corporation                                          | PK/PTV   |
| Qatar         | Canal de Al Jazeera Infantil                                             | JCC      |
| Síria         | Organisme de la Radio-Télévision Arabe Syrienne                          | ORTAS    |
| Sri Lanka     | Sri Lanka Broadcasting Corporation                                       | SLBC     |
| Sud-àfrica    | South African Broadcasting Corporation                                   | SABC     |
| Veneçuela     | Radio Caracas Televisión / Radio Caracas Radio                           | RCTV/RCR |
| Zimbàbue      | Zimbabwe Broadcasting Corporation                                        | ZBC      |

### Participants autoritzats
Els participants autoritzats són aquells organismes audiovisuals que per cap motiu no compleixen les normes per a ser membre actiu o associat, però l'activitat del qual pot resultar útil per a la UER. No tenen accés a la xarxa eurovisió i tampoc a les assemblees generals.
| País                               | Organisme                                               | Codi     |
| ---------------------------------- | ------------------------------------------------------- | -------- |
| Bèlgica · Canadà · França · Suïssa | TV5 Europe                                              | FRI/TV5  |
| Espanya                            | Catalunya Música                                        | CAT      |
| Espanya                            | Abertis Telecom S.A.                                    | Abertis  |
| Unió Europea                       | Euronews                                                | Euronews |
| França · Alemanya                  | ARTE GEIE                                               | ARTE     |
| Macedònia del Nord                 | JP MRD (Macedonian Broadcasting)                        | JPMRD    |
| Hongria                            | Antenna Hungária RT                                     | AH       |
| Hongria                            | Duna Television                                         | Duna TV  |
| Palestina                          | Corporació de Radiodifusió Palestina                    | PBC      |
| Rússia                             | Russian TV and Radio Broadcasting Network               | RTRN     |
| Sud-àfrica                         | Sentech (Pty) Ltd                                       | SNTC     |
| Emirats Àrabs Units                | MBC Limited - Middle East Broadcasting Centre           | MEBC     |
| França                             | Université radiophonique et télévisuelle internationale | URTI     |

### Possibles membres de la UER
| País          | Organism |
| ------------- | --- |
| Belarús       | Obshchenatsional'noe Televidenie (ONT) Després de la mala realització de les preseleccions del Festival de la Cançó d'Eurovisió per part de la BRTC, el cap d'Estat del país, n'Aleksandr Lukaixenko, va instar l'ORT a sol·licitar l'ingrés a la UER com a membre. Encara no s'ha resolt. |
| Liechtenstein | 1FLTV És l'única televisió de Liechtenstein, va començar a transmetre el 15 d'agost de 2008. Els directius de la cadena presentaren una sol·licitud d'ingrés a la UER. |
| Marroc        | 2M TV És la segona cadena privada més important del país, que ha demanat l'ingrés a la UER. |
| Kosovo        | RTK S'ha mostrat interessada a integrar-se a la UER. No obstant això, queda en suspens en tractar-se d'un Estat parcialment reconegut. Va retransmetre el Festival de la Cançó d'Eurovisió del 2009.                                                                                       |
| Kazakhstan    | Khabar El holding privat vol ser membre de la UER. De fet, ha transmès el Festival d'Eurovisió i ha participat al Festival d'Eurovisió Júnior. No obstant això, hi ha reticències a causa del fet que el país es troba fora de l'àrea de radiodifusió europea.                             |
| Qatar         | Qatar Radio Va enviar una sol·licitud per a entrar com membre ple de la UER, amb l'esperança de participar al Festival de la Cançó d'Eurovisió de 2011. Tanmateix, això va ser impossible a causa del fet que el país es troba fora de l'àrea de radiodifusió europea.                     |

## Requisits d'accés
Els membres actius de la UER són principalment les ràdio televisions públiques d'Europa i de la conca mediterrània, són molt poques les televisions de titularitat privada lque en són membres actives, entrant totes abans dels anys 90, que és quan la UER va endurir les normes d'entrada per a evitar que les noves televisions privades que sorgirien per tot Europa formessin part de tal selecte club.
Avui dia, si un organisme vol entrar a formar part de la UER ha de complir les següents normes: 
1r- Que el país on emeti sigui membre de la ITU (Unió Internacional de Comunicacions), situat en l'àrea de radiodifusió europea o que sigui també membre del consell d'Europa.
2n- Que la seva cobertura sigui nacional, que superi el 98% del territori nacional i amb una qualitat tècnica excel·lent.
3r- La seva programació ha de ser variada, incloent des de notícies, infantils, música, programes minoritaris, fins a programes culturals, que no han de restringir-se a horaris minoritaris. Quant a la programació esportiva, ha de superar les 200 hores anuals i han d'incloure almenys retransmissions de 12 esports, de les quals, almenys 8 esports la seva transmissió duri més de 3 hores a l'any, i sempre en horari entre les 7 del matí i la 1 de la matinada.
4t- Produïxen realment i sota el seu propi cost i control editorial una proporció substancial de la seva programació.
5é- Que no estiguin relacionades o tinguin acords amb cap altre organisme que competeixi amb la UER pels drets de retransmissió d'esdeveniments esportius.

## Organització
La Unió Europea de Radiodifusió és una associació sense ànim de lucre, amb seu a Ginebra (Suïssa), que pot exercir activitats de caràcter comercial per complir els seus objectius. Es regeix per l'Estatut de la UER.
L'Assemblea General, formada pels membres actius, és l'òrgan més important. Entre les seves tasques, defineix els objectius i aprova els pressupostos. Cada any se celebren dues assemblees generals: la d'estiu està oberta als membres actius i als associats, mentre que a la d'hivern només poden participar els actius. En aquestes trobades els únics idiomes oficials amb els quals es treballa són l'anglès i el francès.
Per sota es troba la Junta Directiva, amb funcions executives com fer complir els objectius de la UER, passar recomanacions a l'Assemblea i considerar els informes dels departaments assessors. Les reunions se celebren set vegades a l'any. Està formada per 11 persones elegides per l'Assemblea General, entre ells un president i un vicepresident, que procedeixen dels membres actius i han de reflectir la diversitat cultural de la unió. El seu mandat és de dos anys i es pot renovar. El president des de 2008 és el belga Jean-Paul Philippot, procedent de RTBF
Hi ha cinc departaments que reporten directament a la Junta: dos òrgans assessors (Auditoria i Personal), dos grups d'experts (Estatuts i Finances) i el Consell d'Administració.
La participació dels membres actius està garantida en les Assemblees Especialitzats, en sis comitès permanents (Euroràdio, Eurovisió, Legal, Tecnologia, Notícies i Esports) i en els grups especials.
El director general, elegit per la Junta Directiva, coordina i supervisa tots els comitès permanents amb ajuda dels caps dels departaments, que els informen de la situació. A més representa la UER en fòrums internacionals, conferències i reunions a nivell governamental. El seu mandat està limitat a sis anys. La directora general des de 2010 és la suïssa-neerlandesa Ingrid Deltenre, procedent de SRG SSR.
La Direcció de Mitjans s'encarrega dels esdeveniments organitzats per ràdio i televisió, el servei de notícies, la formació i el laboratori de mitjans. Va a càrrec de la finlandesa Annika Nyberg, procedent de YLE.

### Junta Directiva de la UER
| Direcció        | Responsable            | Membre |
| --------------- | ---------------------- | ------ |
| Presidencia     | Jean-Paul Philippot    | RTBF   |
| Vicepresidencia | Anna Maria Tarantola   | RAI    |
| Vocals          | Cilla Benkö            | SR     |
| Vocals          | Petr Dvořák            | ČT     |
| Vocals          | Petr Fedorov           | RTR    |
| Vocals          | Rachid Faïçal Laraïchi | SNRT   |
| Vocals          | Remy Pflimlin          | FT     |
| Vocals          | Peter Salmon           | BBC    |
| Vocals          | Andrzej Siezieniewski  | PR     |
| Vocals          | Ulrich Wilhelm         | ARD    |
| Vocals          | Alexander Wrabetz      | ORF    |

### Direcció de la UER
| Direcció                 | Responsable           | Membre  |
| ------------------------ | --------------------- | ------- |
| Direcció general         | Ingrid Deltenre       | SRG SSR |
| Mitjans                  | Jean Philip De Tender | VRT     |
| Tecnologia i Innovació   | Simon Fell            | ITV     |
| Finances i Administració | Emmanuel Frantz       | FT      |
| RR. PP. i Comunicació    | Guillaume Klossa      | SRG SSR |
| Esports                  | Stefan Kürten         | ZDF     |
| Legal                    | Jane Vizard           | BBC     |
| Xarxes                   | Graham Warren         | BBC     |

## Esdeveniments i programes
La Unió Europea de Radiodifusió organitza programes en què poden participar els seus membres actius, i que són comercialitzats a nivell internacional.
El més important és el Festival de la Cançó d'Eurovisió (Eurovision Song Contest), un concurs musical en què participen membres actius representant a estats; la cançó guanyadora es tria amb un vot mixt de jurat i teleespectadors. Va ser creat el 1955 per iniciativa del llavors president de la UER, Marcel Bezençon, per contribuir a la unió d'Europa a través d'un programa transmès simultàniament en tots els països per la xarxa Eurovisió. En aquella època va ser vist com un experiment per a la televisió en viu, ja que la transmissió simultània tot just s'havia desenvolupat. La primera edició va tenir lloc a Lugano (Suïssa) el 24 de maig de 1956 i el primer guanyador va ser el país amfitrió, representat per Lys Assia. El format actual de semifinals i gran final es va introduir el 2004, any en què també començaria a explotar la faceta més comercial. L'audiència internacional és de 195 milions de persones, majoritàriament d'Europa i Austràlia.
Arran de l'èxit d'Eurovisió, s'han creat dos esdeveniments amb el mateix format: el 1985 el Festival d'Eurovisió de Joves Ballarins i el 2003 el Festival de la Cançó d'Eurovisió Junior per a nens d'entre 8 i 16 anys. El 2007 i 2008 es va celebrar també el ja extint Festival de ball d'Eurovisió, en col·laboració amb la Federació Mundial de ball de competició.
El Festival d'Eurovisió de Joves Músics, organitzat per primera vegada el 1982 i de periodicitat bianual, se centra en música clàssica i premia els millors músics menors de 18 anys. En aquest cas, un jurat professional puntua les cançons i es lliuren medalles d'or, plata i bronze als tres primers classificats. Finalment, el Festival Let the Peoples Sing se centra en orquestres corals.
Durant molt temps, la UER va organitzar el concurs Jocs sense Fronteres (Jeux sans frontières), en el qual equips de diferents estats europeus competien en proves divertides, fomentant l'agermanament entre ciutats. Cada edició tenia lloc en un país diferent. Hi va haver dues etapes: la primera abasta des de 1965 fins a 1982, mentre que la segona va ser entre 1988 i 1999.